# Jakub Wagowski
Jakub Wagowski (ur. 1796, zm. 1871 w Łodzi) – zamożny krawiec łódzki pochodzenia żydowskiego, właściciel domu. W czasie Wiosny Ludów zorganizował w Łodzi nielegalny cech krawców żydowskich. Został pochowany na starym cmentarzu żydowskim w Łodzi.